# Ришвајлер-Милбах
Ришвајлер-Милбах (њем. Rieschweiler-Mühlbach) општина је у њемачкој савезној држави Рајна-Палатинат. 
Једно је од 84 општинска средишта округа Југозападни Палатинат. Према процјени из 2010. у општини је живјело 2.228 становника. Посједује регионалну шифру (AGS) 7340222.

## Географски и демографски подаци
Ришвајлер-Милбах се налази у савезној држави Рајна-Палатинат у округу Југозападни Палатинат. Општина се налази на надморској висини од 320 метара. Површина општине износи 10,4 km². У самом мјесту је, према процјени из 2010. године, живјело 2.228 становника. Просјечна густина становништва износи 214 становника/km².